# Pitrycz
Pitrycz (ukr. Пітрич) – dawna wieś, obecnie część wsi Kozina (ukr. Козина) na Ukrainie w rejonie tyśmienickim obwodu iwanofrankiwskiego, nad Dniestrem. Leży na północ od centrum Koziny.

## Historia
Pitrycz to dawniej samodzielna wieś. W II Rzeczypospolitej stanowiła gminę jednostkową Pitrycz w  powiecie stanisławowskim w województwie stanisławowskim. 1 sierpnia 1934 roku w ramach reformy na podstawie ustawy scaleniowej Pitrycz wszedł w skład nowej zbiorowej gminy Jezupol, gdzie we wrześniu 1934 utworzył gromadę.
Po wojnie włączony w struktury ZSRR.